# Paul W. Essex
Paul W. Essex (* um 1951) ist ein pensionierter Generalmajor der United States Air Force. Er war unter anderem Interimskommandeur der 18. Luftflotte.
Über das ROTC-Programm der Miami University gelangte er im Jahr 1973 in das Offizierskorps der United States Air Force. In dieser durchlief er anschließend alle Offiziersränge vom Leutnant bis zum Zwei-Sterne-General.
Im Lauf seiner militärischen Karriere absolvierte er verschiedene Kurse und Schulungen. Dazu gehörten unter anderem eine Ausbildung zum Kampfpiloten und weitere Fortbildungskurse als Pilot neuer Flugzeugtypen; die Squadron Officer School auf der Maxwell Air Force Base in Alabama; das Air Command and Staff College, ebenfalls auf der Maxwell AFB; das Naval War College in Newport in Rhode Island; den Joint Force Air Component Commander Course auf der Maxwell AFB sowie den Defense Acquisition Executive Overview Workshop und den System Acquisitions Management for Flag Officers and Senior Executive Service Civilians Course, beide in Fort Belvoir. Außerdem erhielt er akademische Grade von der Central Michigan University, der Carnegie Mellon University, der Harvard University und der Harvard Kennedy School.
In seinen frühen Jahren als Offizier der Luftwaffe war er an verschiedenen Stützpunkten in den Vereinigten Staaten stationiert. Dabei war er als Pilot, Flugausbilder oder Stabsoffizier bei unterschiedlichen Einheiten tätig. Dazwischen absolvierte er die erwähnten Schulungen. Er leitete einige Auslandseinsätze und kommandierte zwischenzeitlich den amerikanischen Militärstützpunkt in Riad in Saudi-Arabien. Zwischen November 1987 und Juli 1989 kommandierte er auf der Fairchild Air Force Base im Bundesstaat Washington die 92. Luftbetankungsschwadron (92nd Air Refueling Squadron).
Nach zwischenzeitlich anderen Verwendungen erhielt Essex im April 1992 als Oberst das Kommando über die 453rd Operations Group, die ebenfalls auf der Fairchield AFB stationiert war. Dieses Kommando bekleidete er bis zum Juli 1993. Es folgte eine Versetzung zur Scott Air Force Base in Illinois. Dort gehörte Paul Essex zwischen Juli 1993 und März 1994 der Stabsabteilung für Operationen und Transport im Stab des Air Mobility Commands (AMC) an. Anschließend kommandierte er bis zum Dezember 1995 auf der Robins Air Force Base in Georgia das 19. Betankungsgeschwader (19th Air Refueling Wing).
Es folgte eine Rückkehr zum AMC wo er bis November 1996 dessen Stabsabteilung für Planungen angehörte (Deputy Director of Plans). Anschließend kommandierte er bis zum November 1998 auf der Fairchild AFB das 92. Betankungsgeschwader. Daran schloss sich eine Versetzung nach Deutschland an. In Kalkar gehörte er bis zum April 2000 dem Luftwaffenstab der NATO's Reaction Force an. Zwischen April 2000 und Februar 2003 war Essex als Abteilungsdirektor Mitglied im Stab des Hauptquartiers der Air Force. Anschließend kehrte er ein weiteres Mal zum Hauptquartier des AMCs auf die Scott AFB zurück. Zwischen Februar 2003 und Juni 2005 leitete er dessen Stabsabteilung für Planungen und Programme (Director of Plans and Programs). Zwischen Oktober und Dezember 2003 war er gleichzeitig Interimskommandeur der gerade wieder neuaufgestellten 18. Luftflotte. Ab Juni 2005 leitete er die Zentrale des Army & Air Force Exchange Service (AAFES) die sich in Dallas in Texas befindet. Dieses Amt bekleidete er bis zu seiner Pensionierung im Jahr 2007.
Während seiner aktiven Zeit als Militärpilot absolvierte er über 3600 Flugstunden auf verschiedenen Flugzeugtypen.

## Daten der Beförderungen
| Abzeichen | Rang               | Jahr               |
| --------- | ------------------ | ------------------ |
|           | Second Lieutenant  | 10. Juni 1973      |
|           | First Lieutenant   | 24. September 1975 |
|           | Captain            | 24. September 1977 |
|           | Major              | 1. August 1984     |
|           | Lieutenant Colonel | 1. Mai 1987        |
|           | Colonel            | 1. Januar 1992     |
|           | Brigadier General  | 15. Oktober 1997   |
|           | Major General      | 1. Oktober 2000    |

## Orden und Auszeichnungen
Paul Essex erhielt im Lauf seiner militärischen Laufbahn unter anderem folgende Auszeichnungen:
- Air Force Distinguished Service Medal
- Legion of Merit
- Meritorious Service Medal
- Aerial Achievement Medal
- Air Force Commendation Medal
- Navy Commendation Medal